# 香港のラーメン文化
香港のラーメン文化（ホンコンのラーメンぶんか）では、1980年代以降の香港におけるラーメンに関する食文化について述べる。

## 概要
1980年代に、香港で日本人経営による豚骨ラーメン店「横綱日本麺店」がオープンし、ラーメンという日本食文化が広がる。当時は中国本土を含め、日本のラーメンを出す飲食店はほぼなく、本格的な日本ラーメン店の先駆けとなった。
1990年代に、九州熊本に本拠を置くラーメンチェーン味千とライセンス契約を結んだ香港企業が進出し、その後も店舗数を拡大。先行していた横綱も豚骨ラーメン店であったことから香港人の間では日式ラーメンイコール豚骨スープの認知が広まる。
2000年には、香港の繁華街である銅鑼湾（コーズウェーベイ）に、「日本拉麺横丁」という日本昭和風を再現したラーメン屋が開業した。複数の店を集め、様々な種類のラーメンのメニューで人気を博した。だが、そのブームは長く続かず閉店した。
香港人にとって麺料理は軽食のイメージが強く、2000年代までの日式ラーメン店はメインとなる麺料理のほかに餃子やミニ丼、ドリンク類などサイドメニューを併売する方式が主流であった。
2010年9月に、日本のチェーン店、ラーメン凪が「豚王」のブランドで香港に進出。「豚王」は今まで香港に進出した日系ラーメン店とは違い、屋台風の簡素な内装にわずか10席という造りで、サイドメニューを廃し3種類のラーメンのみを提供するという専門店スタイルでオープンした。香港には「選択肢が重要」というのが通説だったがこの試みは受け入れられ人気を得た。「豚王」の成功後、ラーメンのみで勝負する日系ラーメン店の香港進出が相次いだことで第二次ラーメンブームの様相を呈している。また、「Openrice」という口コミグルメサイトができ、ラーメン屋は常に人気上位にランク付けられる。

## 香港のラーメンチェーン

### 味千ラーメン(香港初のラーメンチェーン店）

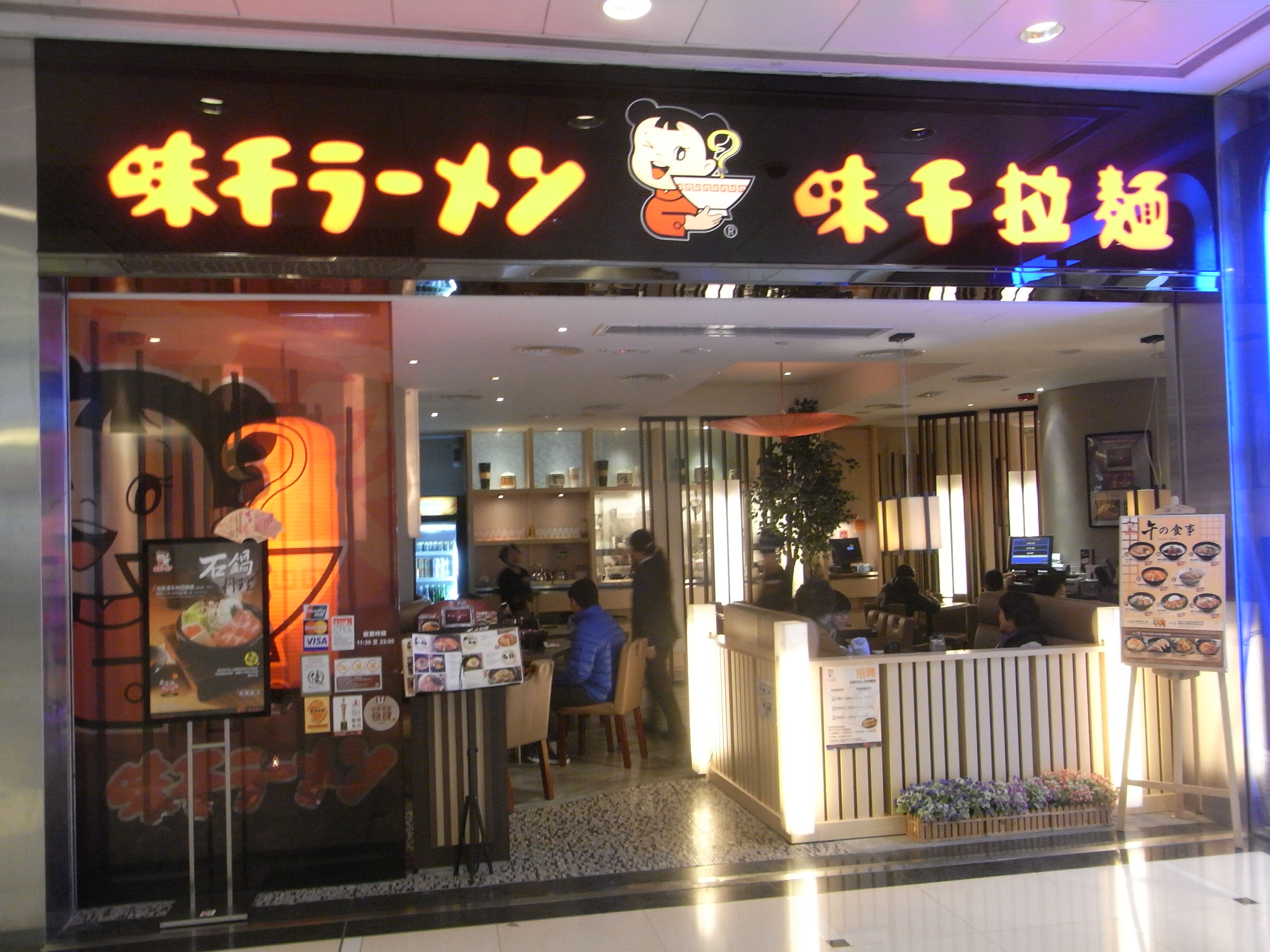
寶翠園（The Belcher's）内の味千ラーメン 店舗 2011年01月

味千ラーメンは九州の熊本にあるラーメンチェーン屋である。創業者は台湾出身の重光孝治（劉壇祥。客家語　リウタンシオン）。揚げニンニクを加えた所謂熊本ラーメンの味に惚れ込んだ香港人実業家潘慰とライセンス契約を結び、1996年に香港に出店。香港人の味覚に合わせるため、スープや具をアレンジし、香港人好みのラーメンを提供した点が支持され、その後大陸にも進出し大成功を収め現在中国大陸一の日式ラーメンチェーンとなっている。
- ウィキメディア・コモンズには、味千ラーメン（香港の店舗）に関するカテゴリがあります。

### 一風堂（2001年）

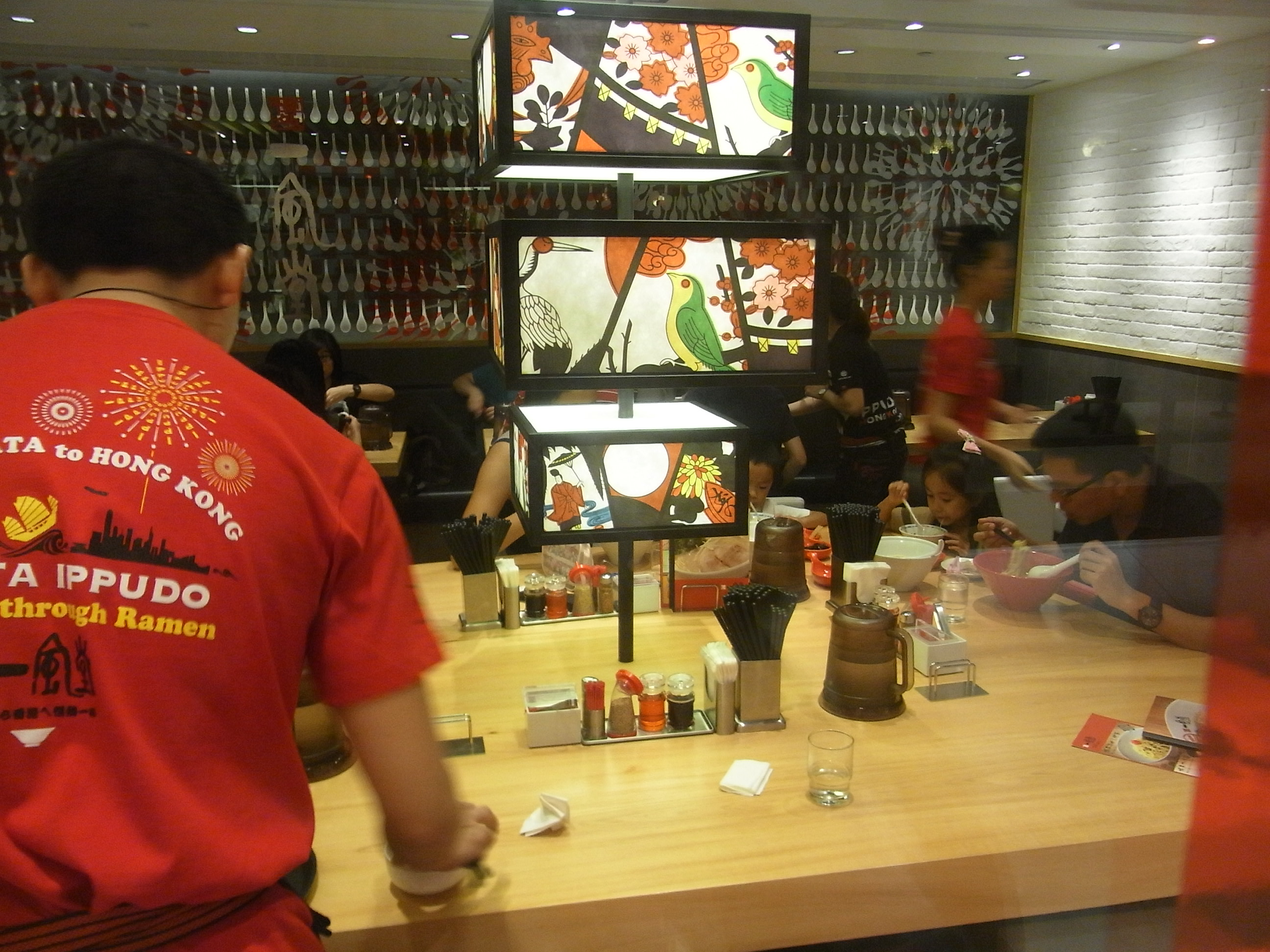
金鐘廊（Queensway Plaza）の一風堂 店内 2012年09月

博多一風堂は1985年に福岡で創業した。創業者は河原成美。河原は1997年のテレビ東京にて放送されていた「TVチャンピオン・ラーメン職人選手権」にて優勝し、3冠を達成、殿堂入りを果たした。 2001年香港に進出。伝統の味を保ちながら、新たなことに挑戦し続けるとしている。色を使ってスープの違いをつけることは河原成美が初めて提起した。
- 赤丸新味：香油と味噌スープのラーメン
- 白丸元味：豚骨スープを使った伝統的な博多ラーメン[6]

- ウィキメディア・コモンズには、一風堂（香港の店舗）に関するカテゴリがあります。

### 豚王 （2010年）
2010年に香港のセントラルに開業。ラーメン凪の初海外支店でありつつ、現在は3店舗が運営している。2013年に、セントラル本店は3年続でOpenriceの「最優な日本料理レストラン」を受賞。

### 一蘭（2013年）
一蘭は1993年に福岡市の那の川で創業した。現在ニューヨーク、台湾、中国、香港などにも進出。香港では2013年に銅鑼湾（コーズウェーベイ）に一号店をオープン。 その後2015年には尖沙咀に二号店オープン。日本と同様に一蘭独自のユニークなシステムを採用し、間仕切り、オーダー用紙、「御注文」ボタンを押して店員を呼ぶシステムなど日本と同じスタイルである。近年では香港の一部のラーメン屋も一蘭のオーダー用紙システムを真似するようになった。

### 三田製麺所（2015年）
三田製麺所は2008年創立、台湾にも分店がある。香港進出は2015年。 香港の銅鑼湾（コーズウェーベイ）店では日本人の調理スタッフが常駐している。つけ麺をメインに、ラーメンと一品料理のメニューもある。自家製麺にこだわっている。

## 日本料理人が開く香港のラーメン本店(チェーン店ではない)

### 横綱日本麺店

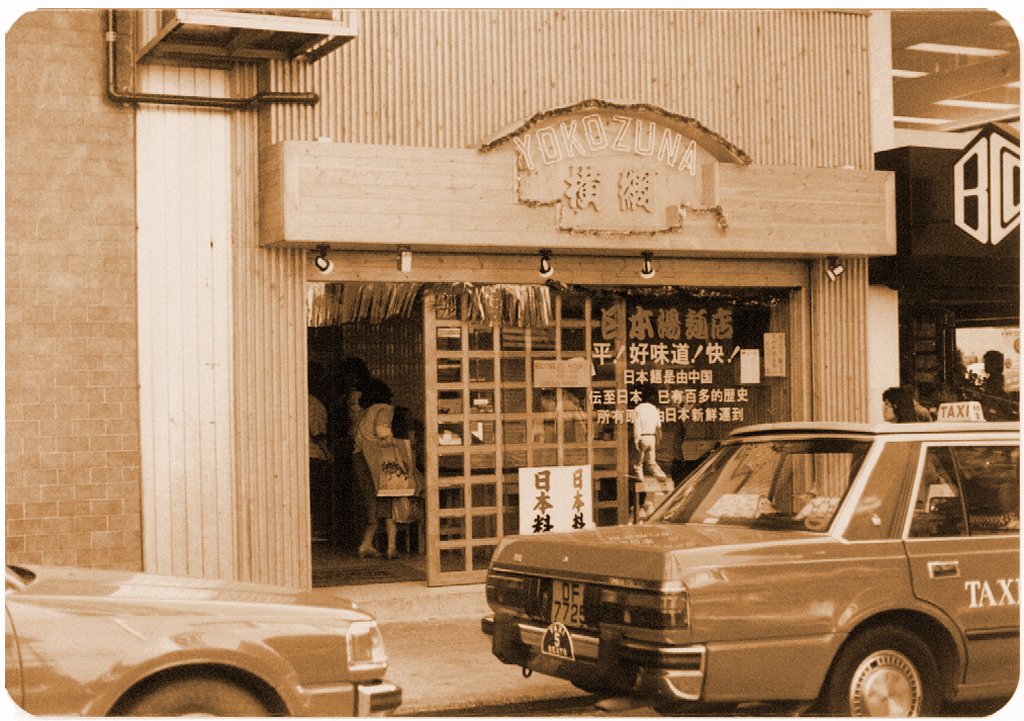
創業当時の横綱 1987

ネイザンロードの油麻地にある、香港に現存する最古の日式拉麺店である。日本人店主山本浩一氏によって1987年9月に創業し、現在も同地で営業を続けている。現地向けにアレンジしない豚骨ラーメンにこだわり続けたことが評判となり、創業30年を超えた現在も昼夜問わず行列の絶えない人気店となっている。

### 麺屋　山下
2012年始めに新界の上水にオープンしたラーメン店。日本人山下姉弟と香港人の合弁で経営している。 日本の味を香港人に届けるべく、香港風にアレンジせず提供するラーメンが好評で、現在では元朗にも支店を構える。

## ラーメンチャンピオン
2012年に佐敦にオープンしたラーメンテーマパーク。美味しいラーメン屋を一堂に集め、客の投票でランキングを決定。ランキングが低かった店は撤退・入替という仕組みである。客としては1箇所で様々なラーメンが楽しめるということで、ラーメン好きには堪らないスポットである。
現在のラーメン屋さんラインナップは「和食亭」「豚骨一休」「八盛屋」「無双」「毘沙門　零」「阿修羅」の6店舗が並ぶ。
※2018年現在公式サイトは閲覧できなくなっており、公式ツイッター、公式Facebookページともに2018年以降の更新がなされていない。

## 香港人特有の嗜好

### 豚骨ブーム
香港における日本ラーメンの先駆けとなった横綱、味千の影響で日式ラーメンイコール豚骨という認識は香港人の間で広まってはいたが、2010年代以降「豚王」や「一風堂」など続々と日本の有名店が進出したことで認知度がさらに高まる一方、撤退する店舗も続出するなど、日式ラーメン激戦区の様相を呈している。

### 一品料理も注文
香港人はラーメンを食べるとき、必ずといってよいほど餃子、から揚げといった一品料理を注文する。香港人は常に一品料理を注文するのは、「茶餐廳」文化の影響である。「茶餐廳」は様々な客の口に合うため、色々な料理が提供される。それに対して、日本のラーメン屋は、一品料理なしで、ラーメンの味で勝負している。